# Tử hình ở Lào
Tử hình là một hình phạt hợp pháp ở Lào. Các tội phạm bị trừng phạt bằng hình phạt này bao gồm giết người, khủng bố, buôn bán ma túy, tàng trữ ma túy, cướp tài sản, bắt cóc, chống trở người thi hành công vụ hoặc gây ra cái chết, khiến người thi hành công vụ bị khuyết tật về thể chất, làm gián đoạn công nghiệp, thương mại, nông nghiệp hoặc các hoạt động kinh tế khác với mục đích làm suy yếu nền kinh tế quốc gia, phản quốc và gián điệp. Phương pháp thực hiện thường là xử bắn. Vào tháng 3 năm 2009, chính phủ Lào đã báo cáo với Tổ chức Ân xá Quốc tế rằng vào cuối năm 2008, có 85 người bị tử hình. Vụ hành quyết cuối cùng được biết đến ở Lào diễn ra vào năm 1989.